# Natalie Burton
Pour les articles homonymes, voir Burton.
Natalie Burton, née le 23 mars 1989 à Perth (Australie-Occidentale), est une joueuse australienne de basket-ball.

## Carrière
Elle poursuit ses études universitaires de 2008 à 2012 avec les Mountaineers de la Virginie-Occidentale pour des moyennes de 2,8 points (52,8 % de réussite) et 2.6 rebonds en 119 rencontres,
Elle retourne ensuite dans sa ville natale de Perth et signe avec les West Coast Waves en WNBL. Pour ses débuts, ses statistiques sont de 8,1 points et 5.4 rebonds en 24 rencontres, puis 6,8 points et 4.7 rebonds en 17 rencontres l'année suivante.
En avril 2014, elle s'engage avec les Melbourne Boomers pour des statistiques de 7,0 points et 5.1 rebonds en 22 matches.
En avril 2015, elle rejoint les Perth Lynx, nouveau nom  des West Coast Waves,. Elle dispute la totalité des 24 rencontres de la saison régulière (16 victoires - 8 défaites). En play-offs, les Lynx triomphent des Townsville Fire en demi-finales pour se qualifier pour la Grande finale pour la première fois depuis la saison 1998-1999, mais Perth s'incline 2 à 0. En 27 rencontres, ses moyennes sont de 6,0 points et 5.1 rebonds.
En resigne avec Perth pour la saison 2016-2017, puis la saison 2017-2018. Le 17 novembre 2017, elle joue son centième match avec les Lynx, devenant la onzième joueuse à franchir ce cap.
Après une saison dans le championnat allemand avec Herner pour 6,8 points et 6,1 rebonds, elle s'engage en septembre 2019 avec le club français de Saint-Amand pour suppléer Pauline Akonga, non libérée par son club. Elle prend part à neuf rencontres (4,2 points et 6,6 rebonds pour 9,3 d'évaluation en 24 minutes) jusqu'au retour de Pauline Akonga début janvier.

## Équipe nationale
En 2013, elle dispute le mondial universitaires à Kazan (Russie). Les Australiennes affrontent les Américaines en demi-finales dans une rencontre très disputée, dans laquelle Buron inscrit 4 points , qui est remportée 79–78 par les Américaines. L'Australie remporte aisément la médaille de bronze 99 à 58 face à Taïwan.
Toujours en 2013, Natalie Burton rejoint les Opals qui remportent le championnat d'Océanie, tout comme elles le feront en 2015. Puis en 2014, les Opals décrochent la médaille de bronze au Championnat du monde. En 2016, elles est membre de l'équipe nationale qui dispute les Jeux olympiques à Rio, où les Opals obtiennent une cinquième place.

## Clubs successifs
- 2012-2014 :  West Coast Waves
- 2014-2015 :  Melbourne Boomers
- 2015-2018 :  Perth Lynx
- 2018-2019 :  Herner
- 2019-2020 :  Saint-Amand Hainaut Basket

## Palmarès

### Club
- Finaliste saison WNBL 2015-2016

### Sélection nationale
- Jeux olympiques d'été
  - 5e aux Jeux olympiques de 2016 à Rio de Janeiro,  Brésil
- Championnat du monde féminin de basket-ball
  -  Médaille de bronze du Championnat du monde 2014 en Turquie[19]
- Championnat d'Océanie féminin de basket-ball
  -  Championnat d'Océanie féminin de basket-ball 2013[20]
  -  Championnat d'Océanie féminin de basket-ball 2015
- Autres compétitions
  -  Médaille de bronze du Mondial universitaires 2013